# Odette Sansom

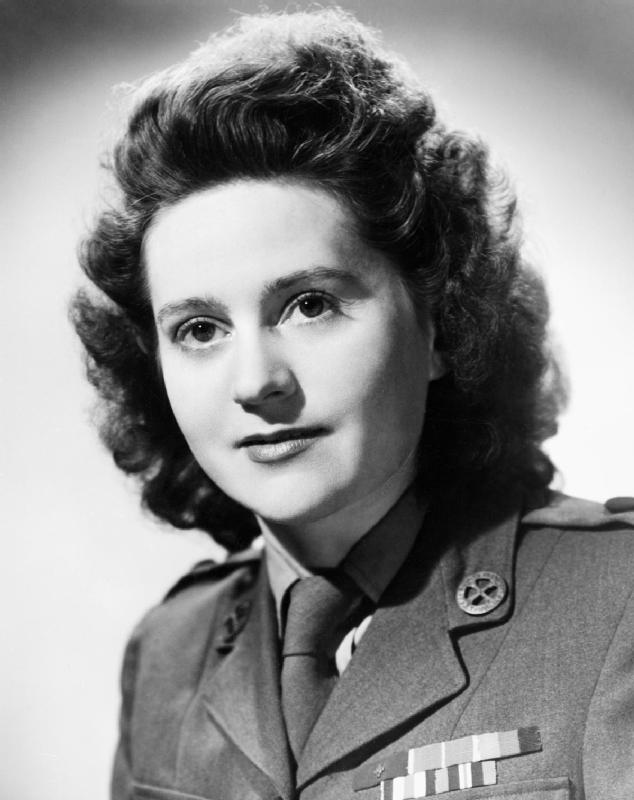
Odette Sansom, Aufnahme von 1946

Odette Marie Céline Sansom, geborene Brailly GC, MBE (* 28. April 1912 in Amiens; † 13. März 1995 in Walton-on-Thames) war eine Agentin der britischen nachrichtendienstlichen Spezialeinheit Special Operations Executive (SOE). Sie erhielt für ihren Einsatz einen der höchsten britischen Verdienstorden.

## Biografie
Odette Sansom verlor als Kind ihren Vater, der 1918 im Ersten Weltkrieg bei Verdun getötet wurde. Mit sieben Jahren erkrankte sie an Kinderlähmung, verbrachte ein Jahr blind und ein weiteres Jahr bewegungsunfähig. Mit 18 Jahren lernte sie in Boulogne-sur-Mer den britischen Geschäftsmann und Hotelier Roy Sansom kennen, den sie 1931 heiratete. 1932 wurde die erste Tochter geboren, zwei weitere 1934 und 1936 in London, nachdem die Familie dorthin umgezogen war.
1942 ließ Odette Sansom sich von SOE anwerben und ausbilden, um im besetzten Frankreich die Résistance zu unterstützen. Da sie Französisch als Muttersprache beherrschte, war sie für diese Aufgabe besonders geeignet. In der SOE-Sektion „F“ wurde sie unter dem Decknamen „Lise“ als Kurier und Funkerin eingesetzt. Am 31. Oktober 1942 landete sie mit einem kleinen Boot bei Cassis, wo sie sich Peter M. Churchill, ebenfalls SOE-Agent, anschloss, der dort einen Agentenring leitete.
Von einem Doppelagenten wurden Churchill und Sansom später an die deutschen Besatzer verraten und am 16. April 1943 in St. Jorioz festgenommen. Bei den Verhören durch die Gestapo in Paris gaben sie fälschlicherweise an, ein verheiratetes Paar zu sein und behaupteten sogar, Churchill sei der Neffe des britischen Premier. Diese Aussagen schützten beide wahrscheinlich vor der drohenden Hinrichtung, aber nicht vor schwerer Folter.
Nachdem Sansom dennoch keine weiteren Spione verraten hatte, wurde sie mit sieben weiteren gefangenen SOE-Agentinnen nach Karlsruhe gebracht und am 18. Juli 1944 ins KZ Ravensbrück eingewiesen. Kurz vor dessen Befreiung durch die Rote Armee floh der KZ-Kommandant Fritz Suhren mit Sansom zu den amerikanischen Truppen, um Sansoms angebliches Verwandtschaftsverhältnis zu Churchill zu seinem Schutz zu nutzen. Sansom verriet Suhren jedoch, der später zum Tode verurteilt wurde.
1946 sagte Sansom im Ravensbrück-Prozess als Zeugin gegen ehemalige Angehörige der dortigen Lagermannschaft aus, 1994, ein Jahr vor ihrem Tod, besuchte sie das ehemalige Konzentrationslager. 1947 heiratete Odette Sansom Peter M. Churchill, nachdem ihr Ehemann während des Krieges verstorben war. Das Paar ließ sich 1956 scheiden, und sie schloss ihre dritte Ehe mit Geoffrey Hallowes.
Im Vereinigten Königreich wurde Odette Sansom in den Order of the British Empire aufgenommen und erhielt das Georgs-Kreuz verliehen, die höchste Tapferkeitsauszeichnung für Personen, die nicht an direkten Kampfhandlungen teilgenommen haben. Frankreich ernannte sie zum Ritter der Ehrenlegion (Légion d’Honneur).